# NGC 231

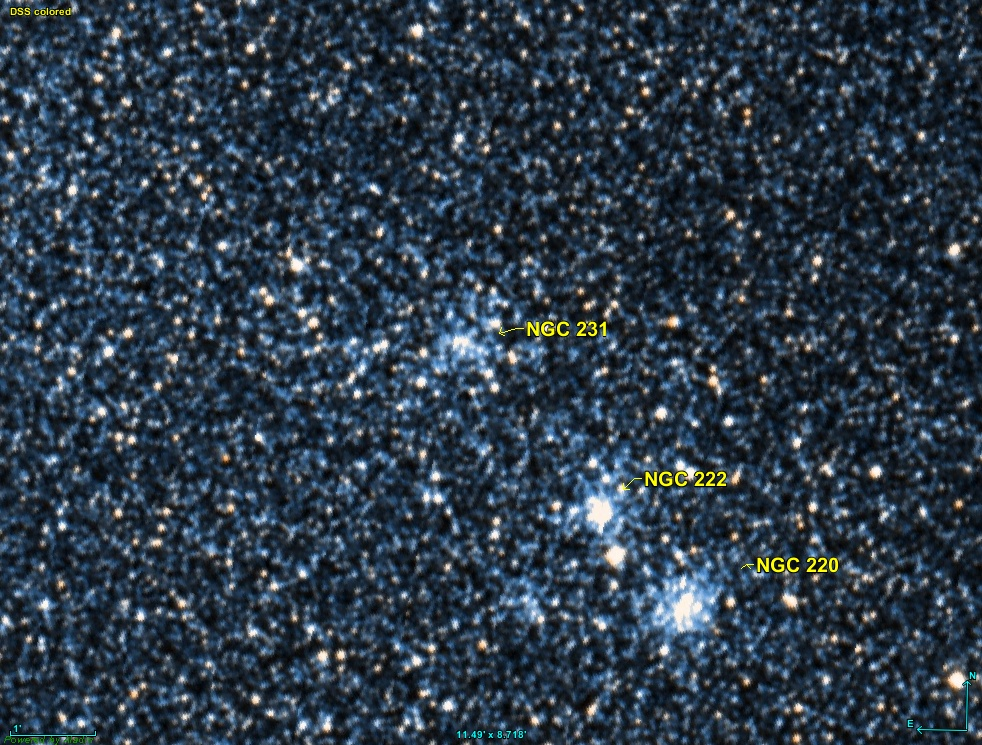

NGC 231은 소마젤란 은하에 속한 산개 성단이다. 큰부리새자리에 위치하며, 1826년 8월 1일, 스코트인 천문학자 James Dunlop에 의해 발견되었다.